# 女神 (鄭欣宜歌曲)
女神，是香港女歌手鄭欣宜一首2016年推出的粵語單曲，由藍奕邦作曲，黃偉文填詞，以先有主題概念及代表性詞句，而後譜曲的形式創作。此歌以探討審美觀為主題，歌名取自網絡流行語「女神」，對這詞語作出重新詮釋，強調堅持自我，無需迎合俗世審美標準；鄭欣宜的演藝事業長期受外形等問題困擾，此歌與前作你瘦夠了嗎？均是黃偉文為她量身訂造，並成為她個人形象的轉捩點。此歌囊括香港四台週榜冠軍及四台年度歌曲獎項，是奠定鄭欣宜於香港流行音樂界地位的代表作。

## 背景
1987年出生的女歌手鄭欣宜是香港著名喜劇女藝人沈殿霞的女兒，生父鄭少秋亦是著名藝人。跟隨母親生活的鄭欣宜自幼便經常出現於螢幕中，亦與母親一樣以肥胖外形見稱。成年後，鄭欣宜除了曾從事演員等演藝工作，2010年（沈殿霞已離世）她亦以歌手身份於樂壇出道，早期其音樂風格全憑唱片公司安排，有不少主題是苦情歌，並不配合她的真實個性:174。同時坊間對於其外形的批評，以及依靠母親名聲、人脈的「星二代」標籤，一直對其演藝事業造成困擾。雖然她早在2000年代起已積極減肥，以圖改善外形，但未能有效扭轉坊間的負面印象，反而影響了自身健康，約於2014年她宣布不再刻意減肥，隨後推出了一首反思減肥的歌曲你瘦夠了嗎？。而2016年的這首女神，亦以審美觀為主題，鼓勵不符一般審美標準的女性接受自己。這種歌曲主題非常切合鄭欣宜的形象。  

## 創作與製作
女神時長4分16秒，以
拍的F大調創作，每分鐘82拍。此歌由黃偉文填詞，藍奕邦作曲，何山、孔奕佳編曲，何山、藍奕邦監製。
鄭欣宜曾於訪問中透露，此歌是以先詞後曲的次序創作，但後來黃偉文解釋，其實只是他先有「不要低頭，光環會掉下來」一句的概念，要求作曲者譜曲時需能讓該句寫入副歌首句（具體用字有所修飾），其他部分都是先譜曲，再由他填上歌詞。

### 歌詞
女神與反思減肥的前作你瘦夠了嗎？均由黃偉文填詞。電台唱片騎師出身的黃偉文曾稱為鄭欣宜填詞，是有向其母親沈殿霞報恩之意，事緣未成名時黃偉文曾在一個電視節目中受到冷落，當時只有沈殿霞找他搭話。
黃偉文早在其2005年出版的時裝散文集《潮騷》裡，已對體型肥瘦發表過見解，他認為肥胖「只與自信心有關」，主張「接受自己的體型」。這種觀點符合鄭欣宜當時的態度。
歌名取自網絡流行語「女神」，本指容貌美麗脫俗的女性，而此歌的精神則是重新詮釋「女神」的定義，主張只要有自信、有意義、開心地生活，也能成為「女神」。
歌詞中有大量「你」字，整首詞為歌者對「你」（指各種女性或聽眾）的勉勵。歌詞構建了一個虛擬的選美場景切入主題，比喻不符一般審美標準的女性踏上選美舞台，受到代表「俗世眼光」、「標準審美觀」的評判所嫌棄，鼓勵女性對於該些眼光不應在意、屈服、迎合，並以良好態度應對；強調保持自信，堅持自我，不同女性皆能成為「女神」:174-175。歌詞亦提到女性在堅持自我的路上，最困擾的情況是被身邊的親密人士所否定。至結尾中出現了「我」，則是回歸到鄭欣宜自身的角度。
2017年鄭欣宜的父親鄭少秋舉行個人演唱會，擔任嘉賓的鄭欣宜除了獨唱了女神，亦與父親合唱了電視劇《誓不低頭》的同名主題曲（鄭少秋原唱及主演），她戲稱女神總叫人「不要低頭」，是因為自己流着「誓不低頭」之血。

### 曲調
鄭欣宜透露，此歌創作初期曾打算借用一段香港小姐競選的主題音樂，但無法獲得版權。此歌本交由創作經驗不多的歌手許廷鏗譜曲，他與鄭欣宜份屬好友，但鄭欣宜聽後認為曲風太像許廷鏗本人的風格、比較激昂，不適合自己，因而棄用，改為請藍奕邦譜曲，許與藍的版本曲風迥異。鄭欣宜自言藍奕邦此作高音的部分很高，低音的部分很低，演唱難度甚高。

## 音樂影片
此歌的音樂影片由鄭欣宜自導自演（與莊少榮共同執導），她稱初次聽到Demo時，音樂影片的構思便已在腦中浮現，因此決定親自執導。
影片亦邀請了十名不同外形及年齡的女性參演，以表達每名女性都有各自的「美麗」，演員中有四位是身材高䠷的美女模特兒，有兩位是長者，有一位是聾啞人士，有三位是鄭欣宜的朋友，當中有家庭主婦、男性化外形的女性、身上有大片紋身的女性。影片中鄭欣宜以紙製后冠為各人加冕，寓意她們都能成為「選美冠軍」。全片均為黑白色調。
另外亦發佈了一個歌詞版本的音樂影片（Lyric Video），影像由歌手鍾舒祺所繪畫的漫畫串連而成。

## 發行與商業成績
此歌於2016年4月8日派台，同日開始在音樂串流平台以單曲形式發行。後亦與你瘦夠了嗎？同收錄於鄭欣宜的第四張個人錄音室專輯《Joyce》，專輯於2016年5月20日由新時代星工廠（即星娛樂）發行。
此歌在各音樂串流平台的年度播放量排名列舉如下：
| 年榜單（2016年）                   | 最高排名 |
| ---------------------------------- | -------- |
| MOOV最高播放量廣東歌               | 2        |
| JOOX香港區用戶收聽次數最多全新單曲 | 3        |
| Apple Music及ITunes香港區熱門歌曲  | 11       |

## 派台成績
女神是鄭欣宜首支囊括香港四台週榜冠軍的歌曲。各派台榜單排名詳列如下：
| 週榜單（2016年）              | 最高排名 |
| ----------------------------- | -------- |
| 香港（903專業推介）           | 1        |
| 香港（中文歌曲龍虎榜）        | 1        |
| 香港（新城勁爆流行榜）        | 1        |
| 香港（勁歌金榜）              | 1        |
| 馬來西亞（988精彩声势排行榜） | 1        |
| 加拿大（至HIT中文歌曲排行榜） | 1        |

## 獎項
此歌在香港及中國內地均獲得不少獎項。香港方面，除了囊括四台週榜冠軍，此歌亦是每年為數不多，能囊括四台年度歌曲獎項的歌曲（2016年僅此一首）。它更獲得被視為年終重要歌曲獎項之一的叱咤樂壇我最喜愛的歌曲大獎。鄭欣宜亦在該年度其中兩台頒獎禮中獲得個人獎項。
歌曲獎項紀錄如下：
| 頒獎年月   | 主辦單位                 | 頒獎禮                                | 獎項                       | 結果   | 來源   |
| ---------- | ------------------------ | ------------------------------------- | -------------------------- | ------ | ------ |
| 2016年8月  | 國際唱片業協會（香港會） | 香港流行音樂MV頒獎典禮2015            | 最佳女歌手MV               | 銅獎   | [ 27 ] |
| 2016年10月 | 多地華語媒體合辦         | 2016全球华语歌曲排行榜                | 最佳作曲獎                 | 獲獎   | [ 51 ] |
| 2016年10月 | 多地華語媒體合辦         | 2016全球华语歌曲排行榜                | 年度二十大金曲             | 獲獎   | [ 51 ] |
| 2016年12月 | 雅虎香港                 | YAHOO搜尋人氣大獎2016                 | 年度熱搜歌曲               | 獲獎   | [ 52 ] |
| 2016年12月 | 新城電台                 | 2016年度新城勁爆頒獎禮                | 新城勁爆歌曲（之一）       | 獲獎   | [ 48 ] |
| 2016年12月 | 新城電台                 | 2016年度新城勁爆頒獎禮                | 勁爆我撐歌曲               | 獲獎   | [ 48 ] |
| 2017年1月  | 香港商業電台             | 2016年度叱咤樂壇流行榜頒獎典禮        | 專業推介．叱咤十大         | 第三位 | [ 8 ]  |
| 2017年1月  | 香港商業電台             | 2016年度叱咤樂壇流行榜頒獎典禮        | 叱咤樂壇我最喜愛的歌曲大獎 | 獲獎   | [ 8 ]  |
| 2017年1月  | 無綫電視                 | 2016年度十大勁歌金曲                  | 十大勁歌金曲               | 獲獎   | [ 53 ] |
| 2017年1月  | 香港電台                 | 第三十九屆十大中文金曲                | 十大中文金曲               | 獲獎   | [ 54 ] |
| 2017年1月  | 廣東省及香港媒體合辦     | 第三屆粵語歌曲排行榜頒獎禮            | 最佳MV大獎                 | 獲獎   | [ 49 ] |
| 2017年1月  | 廣東省及香港媒體合辦     | 第三屆粵語歌曲排行榜頒獎禮            | 至尊金曲獎                 | 獲獎   | [ 49 ] |
| 2017年1月  | 加拿大中文電台           | 加拿大至HIT中文歌曲排行榜2016年度總選 | 全國推崇十大歌曲（粵語）   | 獲獎   | [ 56 ] |
| 2017年3月  | 新浪香港                 | 微博之星2016                          | 微博给力年度歌曲           | 獲獎   | [ 52 ] |
| 2017年8月  | 全球華語音樂聯盟         | 華語金曲獎2017                        | 我最喜愛歌曲               | 獲獎   | [ 57 ] |
| 2017年8月  | 全球華語音樂聯盟         | 華語金曲獎2017                        | 年度K歌大獎                | 獲獎   | [ 57 ] |

## 迴響
除了得到獎項上的肯定，此歌推出後備受歡迎，傳唱度甚高，不少網民表示受到歌詞的正面訊息感動及鼓舞。當時在社會上掀起了對於審美觀的討論。鄭欣宜曾透露，此歌推出前曾詢問業界前輩的意見，卻被認為不適合香港市場，但她仍堅持此歌所存在的「力量」。文化研究學者吳子瑜認為，她的堅持「正是她可以突破傳統思維，找尋更多元價值的證明」，有助於香港弱勢群體之自我認同；2016年的香港社會氛圍缺乏正能量，而具有「力量」的女神與同年另一女歌手方皓玟的代表作你是你本身的傳奇，同樣有着鼓勵作用，因而受到支持。:175
音樂影片在2016年4月26日於Facebook上載不足一天即獲得逾五十萬點擊率。YouTube方面，直至同年9月獲得逾三百萬點擊率，在2016年度YouTube香港區熱門音樂影片排行中名列第七；至2022年末已有逾千萬點擊率。
此歌的成功被視為將鄭欣宜的音樂事業推上高峰，肯定了她的個人實力，奠定她在香港流行音樂界的地位，亦被稱為她的轉捩點及代表作。當時有樂迷撰寫了一篇文章《給欣宜女神的一封信》，指出不少人曾嘲笑過去的鄭欣宜，但此歌讓大家改觀，她成為了「真正的香港女歌手」，其他網民的類似發言亦被傳媒所報道 。此後傳媒亦時以「女神」稱呼鄭欣宜。此歌發行的同年10月，鄭欣宜於九龍灣國際展貿中心Star Hall舉行的首個個人演唱會，便以「女神有問題」為名，此歌的監製何山、音樂影片導演莊少榮亦分別擔任演唱會的音樂總監及創作總監。學者吳子瑜以「否定主流父權社會對女性的規範」、「呈現了年輕的獨立女性對自我探索和解放」等語，總結鄭欣宜從這時期起的音樂與電影演出作品:171,173；當年鄭欣宜因女神在廣州獲得獎項提名，接受當地傳媒採訪時曾指出她對「新女神」的定義是「獨立自強」。

## 專業評價
鄭欣宜自言此歌演唱難度甚高，《明報周刊》的樂評人譚傑宏認為她掌握得當，「交出應有的能量分量」。譚傑宏又以「強悍個性」形容歌詞並給予好評，曲調及製作方面亦獲其好評。
「不要低頭，光環會掉下來」是歌詞中最具代表性的句子，其中「低頭」一詞語帶雙關，既引伸為向俗世眼光屈服，「低頭」這動作又帶出後一句「光環會掉下來」（暗喻將會失去本身自然擁有的優點，變得平庸）。資深樂評人黃志華以「拍案叫絕」盛讚其巧妙，他指出該句屬於西方音樂界的「hook line」概念（填詞者黃偉文後亦以同樣字眼形容此句），等同中國古詩詞手法中的「務頭」（或稱「勾勒」），即於高潮位置寫上一句精警或易上口的詞句，讓聽眾印象深刻。

## 翻唱版本

### 姚焯菲、鍾柔美
2025年3月31日，出身於香港音樂選秀節目《聲夢傳奇》的年輕女歌手姚焯菲與鍾柔美（均成為女團After Class成員），推出了此歌的合唱版本，由她們所屬的廠牌愛爆音樂發行。此版本由蘇道哲編曲，Jacky Chui監製。鍾柔美早在2021年參加《聲夢傳奇》時曾以此歌出賽；姚焯菲在2025年初擔任音樂節目《聲生不息·大灣區季》的嘉賓時，也曾與前輩歌手容祖兒、衛蘭、薛凱琪合唱此歌；當時她透露自己亦曾因出道以來的身形變化而遭受負評困擾，及後領悟到自我價值不應被負評所動搖。
此版本的音樂影片於3月30日在YouTube發佈。影片與鄭欣宜原版同樣採用黑白色調。當中姚、鍾兩人的服裝為白色紗裙，官方指為婚紗。在新城電台官方網頁有4月3日派台之記載。

### 其他
2016年，香港無伴奏合唱團SENZA A Cappella在其演唱會《廣東歌》演繹了此歌，並唱出香港小姐競選的主題音樂作為前奏。
2017年，台灣女歌手陳綺貞在其個人巡迴演唱會《房間裏的音樂會》的香港站翻唱了此歌。2024年，同是台灣女歌手的陳嘉樺在澳門舉行的《徐若瑄&陳嘉樺音樂超現場》演唱會翻唱了此歌。
香港男歌手張敬軒曾在其個人演唱會《Hinsideout 張敬軒演唱會2018》翻唱此歌，2022年他又在個人演唱會《The Next 20 Hins Live in Hong Kong 張敬軒演唱會》與擔任嘉賓的鄭欣宜合唱此歌。

## 備註
1. ↑  此歌並沒有公開官方英文名稱（如Apple Music英文版亦只顯示中文原名[1]，曾有一篇英語專訪直譯為Goddess[2]。2025年發行的翻唱版本則以拼音Nu Shen作為英文名（見相關章節）。
2. ↑  歌名「你瘦夠了嗎」除了字面意思，亦近似「你受夠了嗎」的發音。[6]:174
3. ↑  「不要低頭，光環會掉下來」與網路上流傳的一句流行語「別低頭，皇冠會掉」相似（主要流行於中國內地）。據說藝人范冰冰曾說過此語，但類似之語是誰人首創或最早出於哪個時代，則眾說紛紜，有待查証。
4. ↑  參考「評判席大家一臉不爽」、「標準的審美觀跟你碰撞 控訴你未符俗世眼光」等句。[10]
5. ↑  參考「不要低頭」、「不要講和」[6]:175、「不要被下價的化妝掩蓋」、「這選美是個很小的舞台 你滿載大愛」等句。
6. ↑  參考「不要失儀  溫柔到最後來」、「優雅地撥去一切的感慨」兩句。另有「不要為俗眼收斂色彩」一句，有時尚雜誌文章解讀為：喜歡打扮的女性也可能招惹閒言閒語，對此不必在意[21]。但詞中「色彩」這類字眼一般解讀為對內在美的形容。
7. ↑  詞中反覆出現「你是女神」一語。
8. ↑  參考「最痛是原應伴著你那位 話若不改到再無稜角 別再交往」、「從前下放身段 祈求換到的真愛 最後你亦不志在 決定撇下在人海」兩句。
9. ↑  參考「如若你累了倦了 快學著我講 人類看不起 我都好看」。
10. ↑  此歌前奏被認為與香港小姐競選的主題音樂有相似之處[24]，或稱為變奏[6]:174。
11. ↑  由北京人民广播电台、上海东方广播电台动感101、广东广播电视台音乐之声、香港电台普通话台、台北流行广播电台、马来西亚Star Rfm988、新加坡新传媒YES 933合办。[50]
12. 1 2  公眾投票獎項。[47]
13. ↑  由广东广播电视台音乐之声、珠江频道、香港路訊通等17家媒體合辦。[55]
14. ↑  此定義不包括小型音樂會。
15. ↑  此版本未見於叱咤903的派台歌名單。其他電台、電視台則未有公開的官方派台歌名單。